# دیکسی دی‌آملیو
دیکسی جین دی‌آملیو (انگلیسی: Dixie Jane D'Amelio؛ زادهٔ ۱۲ اوت ۲۰۰۱) شخصیت رسانهٔ اجتماعی و خوانندهٔ آمریکایی است که برای فعالیت در سرویس اشتراک‌گذاری ویدئو تیک‌تاک به شهرت رسید. او خواهر بزرگتر دیگر تیک‌تاکر، چارلی دی‌آملیو، است. تا نوامبر ۲۰۲۲، او بیش از ۵۷٫۵ میلیون دنبال‌کننده و ۳٫۳ میلیارد لایک در تیک‌تاک داشت.